# Valfaunés
Valfaunés (en francès Valflaunès) és un municipi occità del Llenguadoc situat al departament de l'Erau, a la regió d'Occitània.